# 十號颶風信號

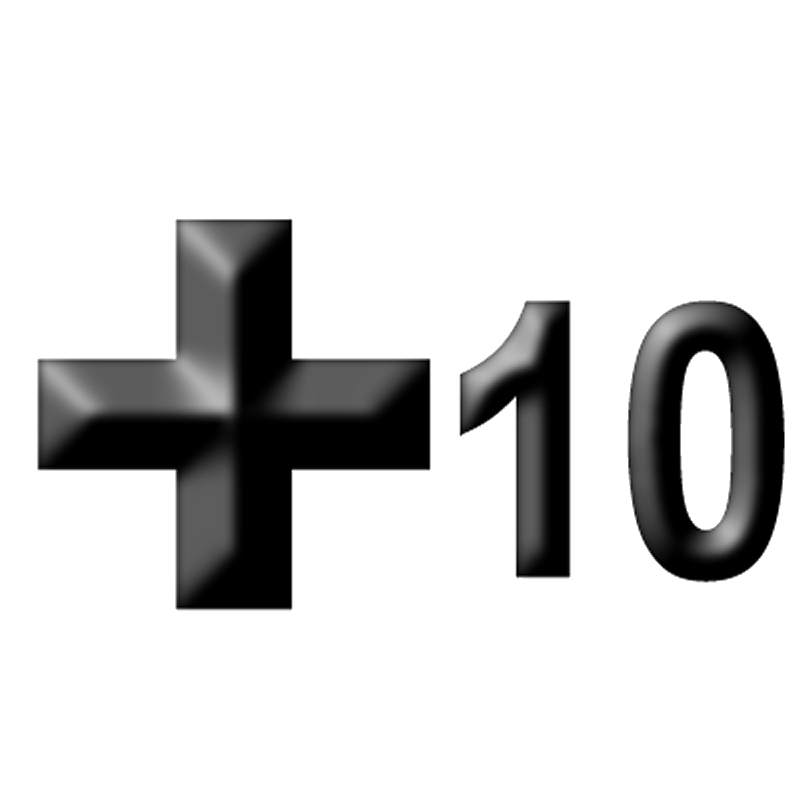
十號颶風信號的標誌。歷史上未有十號風球前，已使用十字形標誌。

十號颶風信號（英語：Hurricane Signal No.10），一般市民俗稱為十號風球或十號波，為香港天文台最高級別的熱帶氣旋警告信號，低一級為九號烈風或暴風風力增強信號。香港自1917年創立數字熱帶氣旋警告信號至今，此信號已知曾發出28次。
最近一次十號颶風信號於2025年7月20日上午9時20分發出，當時香港受到颱風韋帕正面吹襲。

## 意義
十號颶風信號的發出一般表示颱風的中心已經正面吹襲（一般來說是颱風中心在香港天文台100公里範圍內），甚或預料將會橫過香港。香港任何近海平面地區之風力現正或預料會達到颶風程度，持續風力達每小時118公里或以上，陣風更可能超過每小時220公里。
天文台發出十號信號後，颱風中心可能非常接近甚至掠過香港市中心。當風眼經過香港上空時，風雨減弱，雲層轉薄，甚至出現短暫陽光，晚上還有機會可看見星星，但切勿以為危機已過而有所鬆懈，因惡劣天氣將於數分鐘至數小時內重臨。颱風過後香港吹偏南風，風力及雨勢可能比先前更強。受地形影響，颱風中心掠過香港的位置將影響香港的風力。如颱風中心在香港南面掠過，香港由東北風漸轉東南風，香港處於熱帶氣旋的危險半圓內，廣泛地區當風，如果遇上快速移動的熱帶氣旋風力會更強，再加上當時熱帶氣旋仍未登陸，甚至可能增強，影響最大；相反如颱風中心在香港北面掠過，香港由西北風漸轉西南風，香港處於熱帶氣旋的可航半圓內，如果遇上快速移動的熱帶氣旋風力會較低，而且熱帶氣旋已經登陸及開始減弱，風力受阻。

## 特別之處
與八號烈風或暴風信號不同，十號颶風信號並無風向之分（類似三號和九號信號），因為發出十號颶風信號時，香港地區距離颱風的風眼通常已經很近（甚至在風眼之內），斷定風向亦因此會有所困難。
由於九號信號已有十號信號預警之作用，因此在2012年及之前，十號颶風信號發出前不會在「熱帶氣旋警告」內有任何提示字句。為加強向公眾警示九號信號屬於十號信號之預警，自2017年開始至今，天文台大多會在發出九號信號後加上「天文台會視乎本地風力變化，評估是否需要發出十號颶風信號」或類似字眼。當此信號取消後，香港天文台會直接改發八號信號而非九號信號。
十號颶風信號即表示颱風的中心已非常接近香港，隨着香港進入風眼附近的中心密集雲團，雨勢將會增大；但礙於風力已達至極高水平，雨點大多呈橫向型而非直落地面，較難直落雨量計內（雨量計是直立，包括天文台採用的「翻斗式雨量計」及「虹橋式雨量計」），因此自從1992年設立暴雨警告系統至今，十號颶風信號未曾與黑色暴雨警告信號同時生效。自1998年暴雨警告信號改革後，使天文台發出的十號信號的1999年颱風約克、2018年超強颱風山竹及2025年颱風韋帕只令天文台發出紅色暴雨警告信號，風暴期間香港廣泛地區錄得的最高每小時雨量亦未達70毫米；2012年強颱風韋森特、2017年超強颱風天鴿及2023年超強颱風蘇拉吹襲期間更只發出黃色暴雨警告信號。

## 歷史
香港的熱帶氣旋警告源於1884年，最初的信號並沒有數字之分，只以鼓形、倒三角形、圓形及三角形信號表示熱帶氣旋在香港300海里以外／之內及香港所承受之清勁或強風／烈風風向，一般於海港內懸掛颱風信號向輪船示警，當預料一個颱風即將或現正正面吹襲香港時則會鳴兩響風炮代表颶風信號，亦即現今十號颶風信號的雛型。1907年改為燃放3響炸藥警告、懸掛黑十字風球及於晚間亮起三號風燈（紅綠紅）。1917年開始以數字1至7號編排信號，七號信號是當時最高的信號，代表香港風力已達或將達颶風程度。1931年，七號信號改為十號信號，代表颶風抵埗。1943年10月20日至1945年8月底期間，當時的日佔政府因戰爭時期使氣象預報物資短缺，精簡風球信號，二號風球以朝上三角形▲（藍藍）顯示，表示香港將吹起烈風或以上風力（即今8至10號信號）。
十號颶風信號的發出，表示香港的風力已經達到或將會達到颶風程度（即持續風速每小時118公里或以上）。天文台指，颶風的範圍，主要是在繞著風眼附近的環形地帶（即眼壁或眼牆），因此發出十號信號的其中一項先決條件，是一股颱風或以上級別的熱帶氣旋在距離香港100公里範圍內掠過，也就是所謂「正面吹襲」香港；但即使如此，不是所有正面吹襲香港的颱風或以上強度熱帶氣旋，也能帶來十號信號。
而信號由1907年至今，一直以十字形表示。
香港於亞洲東部的漫長海岸線上只是一個極其渺小的目標，縱使平均每年有15個（1961年－2010年平均）颱風在中國南海和北太平洋西部形成，香港自1946年至今，只有18個颱風或以上強度的熱帶氣旋導致發出十號颶風信號，除1960年颱風瑪麗及1961年颱風愛麗斯外，其他16個颱風都是由西太平洋生成進入南海影響香港，即是每70個颱風才有一個會引致香港發出十號信號。在這16個颱風中，有9個，即近半是以西或西北偏西路徑穿過菲律賓與台灣之間的海峽（即巴林坦海峽、呂宋海峽或巴士海峽）進入南海逼近香港，即接近香港時沒有經過陸地，令強度得以維持，影響亦較大。1960年代初期，香港曾經多次懸掛十號颶風信號。1960年至1964年間平均每年一次，其中以1964年較特別，由於該年出現強烈拉尼娜現象，在副熱帶高壓脊偏強下，令熱帶氣旋多以西或西北偏西移動進入南海，因此該年香港受到5個颱風或以上級別熱帶氣旋正面吹襲，當中颱風露比和黛蒂令天文台於年內兩度懸掛十號信號，為戰後唯一一次，並與1923及1911年共同創下一年內2次颶風信號的第三多紀錄。
在這段忙碌的日子過後至1983年，十號信號的出現頻率減少至每3至4年一次。1984年至2011年，能正面吹襲而帶來十號信號香港的颱風已大為減少，但自90年代起，正面吹襲香港的熱帶氣旋漸趨頻密，1995年至2024年的30年間共有33個熱帶氣旋正面襲港，平均每年1.1個，唯大多因接近香港時未達颱風或以上級別而沒有發出十號信號。21世紀的十號信號，除2018年超強颱風山竹及2023年超強颱風蘇拉外，都有一個共通點，是熱帶氣旋在呂宋海峽以東，即東經130度以西形成，以西或西北偏西路徑掠過呂宋北部或經呂宋海峽進入南海，雖然進入南海時強度只達熱帶風暴，但2012年強颱風韋森特、2017年超強颱風天鴿及2025年颱風韋帕均受惠於南海水溫較高而發展出「熱塔」現象導致爆發性增強至颱風或以上級別，這都是預報強度及路徑時的一大挑戰；1999年襲港的颱風約克與上次十號信號相隔達16年，同時又是最後一次在戶外以鋼球懸掛的十號信號、以及1931年改制後發出時間最長的十號信號。2000年代更沒有熱帶氣旋能令天文台發出十號信號，主要是因為颱風進入香港50公里內時便減弱為強烈熱帶風暴或在香港東面登陸，因此不用發出十號信號。如2003年強颱風杜鵑、2008年颱風鸚鵡及2009年颱風莫拉菲，雖然三者都是進入南海逼近香港時沒有登陸呂宋陸地令強度維持。直至2012年強颱風韋森特的出現，天文台才再度發出十號信號，也與上一次發出十號信號的颱風約克相隔了13年之久。此後十號信號出現次數再次轉趨頻密，平均每4-5年發出一次十號信號，僅5年後的超強颱風天鴿便再次令天文台發出十號信號，翌年超強颱風山竹更是繼1960至1962年後，天文台56年以來首次需要連續兩年發出十號信號。2010年代共發出三次十號信號，是自1970年代以來最多。踏入2020年代，2023年超強颱風蘇拉及2025年颱風韋帕亦令天文台發出十號信號，連同天鴿及山竹在內，天文台需於9年間四度發出最高熱帶氣旋警告信號，是自1960年代以來最頻密。

## 判斷發出因素
香港天文台會判斷其颶風範圍大小、颶風風力能維持多久、颱風路徑是否接近香港等因素去考慮是否發出此信號，因此過往曾有不少颱風近距離掠過甚至正面吹襲香港，但可能因為臨門減弱為強烈熱帶風暴或受地形影響出現不規則移動路徑及風力分佈，而導致天文台只發出九號烈風或暴風風力增強信號，在香港東面登陸的熱帶氣旋，更可能只發出八號烈風或暴風信號。天文台亦會按實際情況而不會盲目跟從鄰近地區已發出的信號級別。
每當颱風有機會在數小時內正面吹襲香港時，天文台的預報中心便開始忙碌，天氣預報員、新聞發佈員與台長各自分工，不斷用科學方法分析、對外發佈和討論颱風形勢。由於發出信號的最終決定權在台長手中，因此台長負責審視颱風移動路徑及速度、本地風力、氣壓等變化、衛星數據、雷達數據、風暴潮的預計幅度、大範圍大氣條件對颱風的影響等等的因素，與及透過分析雷達同事的匯報，從而決定發出與否。一旦決定發出十號信號，時任天文台台長便需簽署文件及於電腦輸入確認密碼作實。
另外，天文台亦不斷引入現代化高科技協助預報天氣，包括1999年落成的多普勒雷達，它較傳統雷達更能準確測出颱風中心風力及路徑，對氣象人員何時發出信號起了關鍵作用，尤其是對颱風約克發出十號信號的過程中功不可沒，亦因此被天文台列入內部預報課程教材。

## 十號信號之最
1884至1906年期間，香港曾鳴兩響風炮6次。1907至1916年有6次燃放炸藥警告紀錄。1917年設立數字熱帶氣旋警告信號系統至1930年期間，香港發出七號信號7次。1931年改制至今，天文台曾發出十號颶風信號20次，當中有18個於1946年或之後。十號信號、改制前之七號信號、1916年或以前的風炮及燃放炸藥警告合共發出38次。
以下紀錄以1917年設立數字熱帶氣旋警告信號系統開始計算。

### 最早全年發出
- 1961年颱風愛麗斯，由5月19日10:30至13:00，共維持2小時半，發出及取消時間均為夏令時間，亦是唯一一次需於5月發出十號信號。

### 最晚全年發出
- 1975年超強颱風愛茜，由10月14日14:15至17:05，共維持2小時50分鐘，發出及取消時間均為夏令時間。

### 生效時間最長
- 1919年8月颱風，當時的七號風球由8月22日10:56至8月23日06:30，共維持19小時34分鐘；
- 1931年改制後以及二戰後為1999年颱風約克，由9月16日06:45至17:45，共維持11小時。

### 生效時間最短
- 1961年颱風愛麗斯，由5月19日10:30至13:00，共維持2小時半，發出及取消時間均為夏令時間。

### 發出最多次數的年份
- 1894年、1911年、1923年及1964年，共有2次。

### 連續發出十號信號
- 1960年至1962年，連續3年都有發出十號信號。

### 相隔時間最長的十號信號
- 1983年颱風愛倫及1999年颱風約克，相隔16年。

### 距離最遠的十號信號
2012年強颱風韋森特及2018年超強颱風山竹，最接近香港天文台總部之距離為100公里。

### 最弱的十號信號
- 1961年颱風愛麗斯，在十號信號懸掛期間，香港境內並未有錄得持續颶風（近海平面計算），是香港戰後唯一一次不達標的十號信號。

### 最強的十號信號
- 1962年颱風溫黛，在十號信號懸掛期間，創下多項紀錄，包括最高的陣風每小時284公里（於大老山錄得），最低的瞬時海平面氣壓953.2百帕斯卡及最高的1小時平均風速每小時188公里（於大老山錄得）[17]。

## 漏發爭議個案
- 1964年超強颱風艾黛，艾黛進入香港西南面70公里範圍內但天文台當時最高只懸掛九號風球。
- 1993年強烈熱帶風暴貝姬，天文台當時只懸掛八號風球。長洲在進入維修狀態前錄得一小時平均風速達139公里每小時，時任臺長岑柏在年報中以長洲站需折算為由推翻其實測（折算後為每小時115公里，但以十分鐘平均風速計算仍達颶風程度）。

## 影響
- 港內及港外線渡輪暫停
- 往來澳門（包括氹仔）渡輪及直昇機停航
- 主題公園暫停開放
- 辦公室停工
- 所有學校停課
- 庇護工場暫停開放
- 電車、纜車及所有巴士路線停駛
- 銀行暫停營業、貨櫃停止交收
- 香港股市改為透過遙距方式照常交易（2024年9月23日起）
- 機場航班可能受影響，請留意航空公司通知
- 港鐵提供隧道段有限度服務，請留意港鐵公司通知（可能在未知會情況下暫停服務）
- 跨海大橋部份或全線封閉（實際情況視乎該處風勢而定），包括：青嶼幹線只開放下層，青嶼幹線上層、深圳灣大橋、港珠澳大橋、將軍澳跨灣大橋全線封閉。
如情況許可，汀九橋、昂船洲大橋中線封閉，南灣隧道東行封閉，而汀九橋亦只能前往大欖隧道；否則大橋須全線封閉。

## 應變措施及注意事項

### 應變措施
- 鎖緊門窗，把門栓拴好，窗板或大閘上牢。當風的大玻璃窗應加貼膠紙，減少玻璃破裂時所引致的損傷。
- 不要站近當風的窗戶。把家具及貴重物件搬離風口位。萬一窗戶被吹破，確保仍有一個安全地方暫避，故應早點決定萬一當風的窗隻破裂時，哪一個房間可作棲身之用。
- 光管招牌負責人須安排截斷招牌的電力供應。
- 車輛應停泊在不容易遭受破壞的地方。
- 如情況許可，市民應儘早回家，避免逗留在街上。

### 注意事項
- 香港不同地區的天氣情況不能夠單憑發出的信號推斷。 只知道發出了什麼信號並不足夠，市民應該留意電台、 電視台及天文台網頁及「打電話問天氣」系統所提供的熱帶氣旋最新消息及有關報告，然後就發出的信號決定採取適當的相應行動。
- 受地形或鄰近建築物影響，市民所在區域的風力與香港普遍風勢可能有顯著差異。離岸海域及高地風力通常較強，不當風的地區風力較弱。
- 天文台透過多種途徑，特別是互聯網，向公眾提供各區風力及雨量的詳細資料。市民應該因應各自的具體情況和可接受的風險水平，就警告採取適當的預防措施。
- 即使熱帶氣旋正逐步遠離香港，也不應放鬆戒備，因為烈風可能仍然肆虐一段時間，故應留在室內安全的地方，直至風勢緩和為止。
- 發出九號或十號信號信號時，市民應已採取所有預防措施。這時切勿外出，並應遠離當風的門窗，以免被隨風吹來的碎片擊中。

### 防風措施報告
防風措施報告一般在九號或十號信號生效期間於「熱帶氣旋警告」中顯示，並會因應不同颱風的特性調整顯示的內容。
- 各位現時切勿外出，如果已經在有遮蔽的地方躲避，就應該繼續在那裡停留，而且要遠離窗戶。切勿接觸被風吹倒的電線。
- 窗門玻璃已遭受大風的壓力，如再受物件撞擊就會破裂，因此必須遠離當風的窗戶，並且預早選定一個安全的地方，以防玻璃萬一破裂時，可以躲避。除非毫無危險，現在不要修補破裂的窗戶及門戶。
- 倘若「風眼」直接掠過本港，風勢會停息數分鐘至數小時不等，但具有破壞性的風力隨時會突然恢復從另一個方向吹來。不要離開有遮蔽的地方，同時留意風向轉變。（如「風眼」是在海面掠過或尚未掠過陸地時，此提示並不適用）
- 海面有非常大浪／巨浪／極巨浪及湧浪，市民應該遠離岸邊及停止所有水上活動。
- 外出人士若不能在短時間內回家，請即找尋安全地方躲避，直至危險過去為止。（如黑色暴雨警告信號生效，「若不能在短時間內回家」等字則不適用）
- 香港國際機場的航班可能受到天氣影響。旅客前往機場前，請先向航空公司查詢航班情況。

## 風暴消息
當八號或以上信號生效期間，無綫電視翡翠台及明珠台、ViuTV及ViuTVsix和港台電視31會定時提供一節風暴消息（亞洲電視在2016年停播前亦有同樣安排），HOY TV則額外時段與HOY資訊台聯播《有線新聞》。其中於2008年颱風鸚鵡襲港期間的風暴消息內，翡翠台同步直播北京奧運男子乒乓球項目。但若天文台在非30分或非00分更改熱帶氣旋警告，電視台可以在廣告或節目中插播臨時的風暴消息，例如2012年的強颱風韋森特，天文台於凌晨12時45分發出十號信號，翡翠台和本港台立即播出《風暴消息》。而風暴消息不會在新聞時段播出，相關風暴消息會在新聞時段內報道，例如2017年超強颱風天鴿，天文台於早上9時10分發出十號信號，翡翠台則於《香港早晨》節目延長期間報道有關消息。
另外所有電台亦會在每小時15分、30分、45分及58分廣播天文台最新熱帶氣旋警告，而相關風暴消息則會在正點及半點新聞內報道，若天文台更改熱帶氣旋警告，則由當時的節目主持或節目助理報告有關消息。

## 外部連結
- 香港天文台：過往影響香港的熱帶氣旋資料（页面存档备份，存于）
- 天文台網誌：久違的十號風球（页面存档备份，存于），李子祥、呂永康，2012-4-17
- 香港熱帶氣旋追撃站：風雨中的回憶 by Alex Ng，29-03-2003（页面存档备份，存于）
- YouTube上的1946年以來天文台發出的10號颶風信號
- 香港地下天文台氣象‧人‧語：十號風球，為什麼機場仍然開放？（页面存档备份，存于），02-07-2013
- 香港地下天文台氣象‧人‧語：何時才改發八號風球?（页面存档备份，存于），07-08-2013
- YouTube上的熱帶氣旋警告-第二部份
- YouTube上的氣象冷知識：熱帶氣旋警告信號
- YouTube上的氣象冷知識：打風幾時知? 要留意提示
- 香港天文台－熱帶氣旋警告信號狀況（页面存档备份，存于）
- 香港天文台－風暴潮信息（页面存档备份，存于）